# Samambaia (Distrito Federal)
Samambaia, amtlich portugiesisch Região Administrativa de Samambaia, ist die Verwaltungsregion RA XII und eine Satellitenstadt mit 220.806 Einwohnern im Südwesten von Brasilia im brasilianischen Bundesdistrikt. Die Verwaltungsregion grenzt an Santo Antônio do Descoberto, Ceilândia, Taguatinga, Riacho Fundo, Riacho Fundo II und Recanto das Emas an. Der Name der Satellitenstadt geht auf den gleichnamigen Bach im Westen der Stadt zurück.

## Geschichte
Der Gründung der Planstadt ging die Beseitigung illegaler Siedlungen wie die Invasão da Boca da Mata und Asa Branca voraus. Am 25. Oktober 1989 wurde Samambaia als eigene Verwaltungsregion  aus Taguatinga ausgegliedert.

## Verkehr
Samambaia ist durch die drei Metrostationen 102/202 Sul, 112/212 Sul und 122 Sul an Brasilia angebunden.

## Verwaltung
Administrator der Verwaltungsregion ist Claudeci Xavier de Miranda.